# Filippo Liardo
Filippo Liardo (Leonforte, 1º maggio 1834 – Asnières, 19 febbraio 1917) è stato un pittore e patriota italiano.

## Biografia

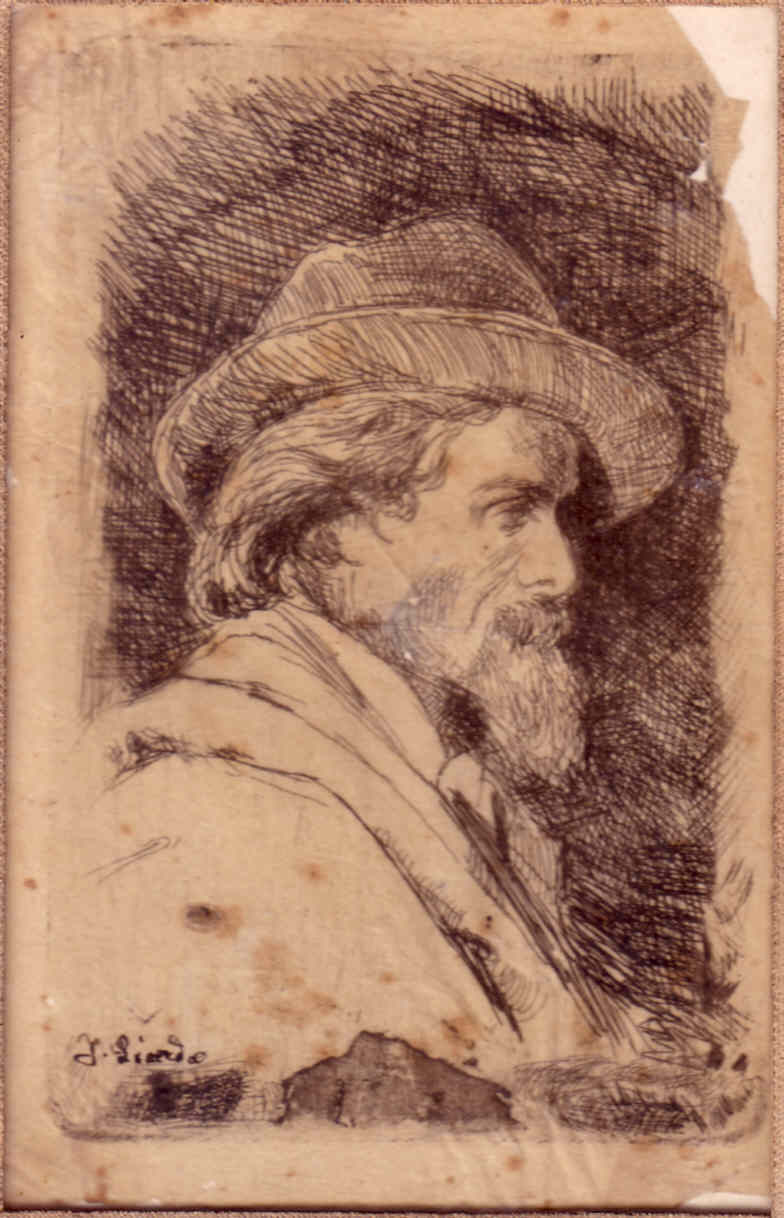
Disegno di F. Liardo - Collezione Francesco Paolo Frontini

Figlio di Salvatore e Rosalia Pappalardo, catanese.
A venti anni è a Palermo, e viene avviato alla pittura da Salvatore Lo Forte. Nel 1860 indossa la camicia rossa, come altri artisti siciliani ( Francesco Lojacono, Vincenzo Ragusa ed Antonio Ximenes) e partecipa alla conquista di Palermo. Promosso ufficiale sul Volturno e sciolto l'esercito garibaldino, Liardo rimase a Napoli a studiare, iscritto all'Accademia.
Nel 1864 presentò all'Esposizione Nazionale di Firenze un Ritratto e uno Studio del Mugnone.
Nel 1865 si presentò a Parigi espose a Parigi il suo dipinto più noto Sepoltura garibaldina e con un gran numero di disegni colti dal vero durante le campagne militari. Il successo gli arrise e i maggiori giornali illustrati del tempo: L'illustrazione di Londra e Le monde illustré ai quali si aggiunse poi La vie elegante, lo presero come disegnatore-reporter, a fianco dello spagnolo Daniel Urrabieta y Vierge, il famoso illustratore del Pablo di Segovia.
Nel 1866 ritorna in Italia per seguire le sorti garibaldine nel Trentino (un ritratto ad olio del Generale ed una mirabile raccolta di disegni di guerra furono il frutto di quella sfortunata campagna).

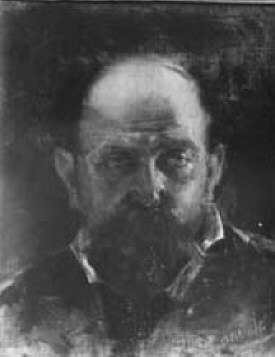
Ritratto del fratello Rosario Liardo eseguito da Antonino Gandolfo

Nel 1870 è a Roma, dove dipinse tre ritratti di principesse di Casa Borghese, dopo, si stabilì definitivamente a Parigi e vi morì settantenne; pare in miseria. Egli tracciò un vivacissimo ritratto di se stesso, in un volume uscito in Francia, Nos peintres, dessinés par eux-mêmes, ma poco conosciamo del periodo che va dai primi tentativi palermitani al viaggio a Parigi.
Come disegnatore di riviste e di giornali illustrati Filippo Liardo fu un osservatore della realtà brioso, come pittore, ligio all'insegnamento del primo Domenico Morelli, ne seguì le orme e si accostò ai maggiori esponenti del periodo aureo della pittura francese. Dei quadri non dispersi nel periodo della Comune, il migliore di quelli conservati in Italia è La sepoltura garibaldina, e il Ritratto del padre incisivo e ben costruito, oggi esposti nella Galleria d'Arte moderna di Palermo.